# Anders Wikström (fotbollsspelare)
Anders Wikström, född 14 december 1981, är en svensk före detta fotbollsspelare (försvarare). Han har under sin karriär spelat i Allsvenskan för Gefle IF, IF Elfsborg, IFK Norrköping och Mjällby AIF. 
I slutet av säsongen 2015 meddelade han att han slutar med fotbollen.